# Национално знаме на Австралия
Националното знаме на Австралийския съюз (на английски: Flag of Australia) е сред държавните символи на Австралия.
Представлява син правоъгълник със съотношение на страните 1:2. В лявата горна четвърт е изобразен британският флаг. Върху синия фон са изобразени 6 бели звезди: 5-те звезди на съзвездието Южен кръст в дясната половина и голяма бяла звезда в центъра на лявата долна четвърт.
Знамето е прието след образуването на Австралийския съюз въз основа на конкурс през 1901 г. През следващите години е одобрено от австралийските и британските власти, но някои от елементите са подлагани на промени няколко пъти. Характеристиките на съвременното знаме са публикувани през 1934 г. През 1954 г. знамето е законодателно утвърдено като „австралийски национален флаг“ по силата на Закона за знамената (Flags Act 1953).
Поради силното републиканско влияние в страната от средата на 1990-те години националното знаме често се критикува заради присъствието в него на изображението на британския флаг.